# Gmach NOT w Poznaniu
Gmach NOT (także: Dom Technika) – modernistyczny, trzypiętrowy budynek Naczelnej Organizacji Technicznej w Poznaniu, zlokalizowany w obrębie Dzielnicy Cesarskiej, przy ul. Wieniawskiego 5/9..
Obiekt zajął miejsce dwóch willi, spalonych w 1945, które stanowiły o charakterze zabudowy tej części Dzielnicy Cesarskiej (jak np. zachowane do naszych czasów: Instytut Higieny lub Bank Listów Zastawnych). Budynek powstał w latach 1960–1963 według projektu Henryka Jarosza, Jerzego Liśniewicza oraz Jana Wellengera jako dwupiętrowy. Został nadbudowany o kolejną kondygnację w latach 80. XX wieku. Konstrukcja jest żelbetowa, a elewacja wyraźnie podkreśla elementy wertykalne. Wewnątrz umieszczono dużą salę obrad, trzy sale konferencyjne, bibliotekę, czytelnię i inne pomieszczenia związane z potrzebami NOT. Założenie nie zostało w zasadzie ukończone – brakuje m.in. planowanej części hotelowej.
Od zachodu, do torowisk kolejowych, rozciąga się wewnętrzny, ale dostępny, efektowny modernistyczny ogród z pergolą i różanecznikami.
W pobliżu znajdują się inne ważne zabudowania Dzielnicy Cesarskiej: Teatr Wielki im. Stanisława Moniuszki, Collegium Minus UAM, Pomnik Adama Mickiewicza oraz Ofiar Czerwca 1956.